# Bloc de combat de la ligne Maginot

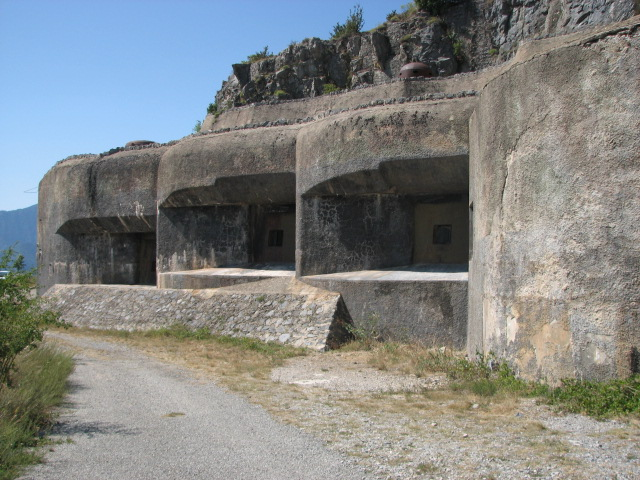
Le bloc 5 de l'ouvrage de Rimplas : une casemate d'artillerie protégeant trois créneaux pour canons de 75 mm.

Les blocs de combat de la ligne Maginot sont les éléments de la ligne Maginot qui, abritant mitrailleuses et canons guidés par des observatoires, assurent la fonction combattante des ouvrages.
Pour un article plus général, voir Ouvrage de la ligne Maginot.

## Les composantes d'un ouvrage
Bien qu'il y ait eu une évolution dans la construction des ouvrages de la ligne Maginot, tous sont organisés au moyen de trois composantes :
- l'entrée pour les hommes et les munitions (ou deux entrées distinctes) ;
- les « dessous » : caserne, usine, magasin à munitions, etc. ;
- les blocs de combat : casemates et tourelles.

Cette conception de l'organisation des fortifications sous la forme d'un « fort articulé » (surnommé aussi « fort palmé ») avait été validée par la Commission de défense des frontières (CDF, de 1926 à 1927), puis maintenue par la Commission d'organisation des régions fortifiées (CORF, de 1927 à 1935). Elle tenait essentiellement compte de l'expérience acquise en 1916 pendant la bataille de Verdun qui avait montré que les forts avaient joué un rôle non négligeable dans la défense de la place de Verdun, bien qu'ils aient été privés de leur artillerie par le maréchal Joffre dès 1914.
Le fort moderne ne devait plus être conçu comme un ouvrage monolithique, abritant tous les organes offensifs et défensifs, mais, au contraire, une structure répartie en blocs dispersés, ceci afin d'éviter que l'ennemi puisse concentrer ses tirs sur une faible superficie et que ces tirs interdisent le ravitaillement en munitions.
Les blocs de combat sont la raison d'être des ouvrages et sont, avec les blocs d'entrée, les seuls éléments visibles de l'extérieur.

### Plan d'implantation
La CORF établit lors de ses séances de 1929 les premiers plans d'implantation des « ouvrages à armement dispersé en un certain nombre de blocs, reliés par des communications souterraines à l'épreuve ». Les principes retenus sont :
- les blocs bétonnés sont dispersés sur le terrain à raison de 50 à 100 mètres entre chaque, pour diminuer les effets des bombardements ;
- cette dispersion ne doit pas être excessive, pour limiter les dimensions de l'ouvrage et donc son coût ;
- les blocs ne doivent pas être alignés en suivant les directions les plus probables du tir ennemi, pour que les coups longs ou courts visant l'un des blocs n'atteignent pas un autre ;
- les blocs ne doivent pas dépasser 50 m de long et 25 de large, pour en faire des cibles réduites[1].

Les blocs sont simplement numérotés, en suivant leur position sur le plan ; le nombre peut varier d'un seul (pour les ouvrages monoblocs) à 19 (ouvrage du Hackenberg : sept blocs d'artillerie, trois d'infanterie, deux observatoires, cinq coffres de fossé et deux entrées). Pour quelques ouvrages, les entrées sont elles aussi numérotées à la suite des autres blocs, pour les autres elles sont indiquées sur les plans comme EH (entrée des hommes) ou EM (entrée des munitions).

## Les caractéristiques

### La protection
Pour les ouvrages du Nord-Est (dans le Nord, en Alsace et en Lorraine), la protection est en général d'un seul type : une dalle de couverture qui fait 3,50 mètres d'épaisseur de béton armé, tout comme les murs exposés aux coups (souvent protégés en plus par des levées de terre ou de la roche), tandis que les murs arrière font 1,75 mètre d'épaisseur, les murs intérieurs font un mètre, le radier (plancher) en fait 1,25 ; la dalle des collerettes autour des tourelles atteint 6 mètres. Le volume des matériaux nécessaires est donc important, de 3 700 m3 de béton plus 300 tonnes de fer pour un bloc-tourelle à 8 500 m3 plus 680 t pour une casemate d'artillerie.
Pour les ouvrages du Sud-Est (dans les Alpes), le relief interdisant théoriquement à l'assaillant d'approcher des pièces d'artillerie lourde, la protection est moindre : les dalles des blocs-tourelles sont à 3,50 mètres d'épaisseur de béton, les dalles des autres blocs des ouvrages d'artillerie à 2,50 m (les murs exposés sont protégés par 2,75 m) et les ouvrages d'infanterie à 2 m (murs à 2,25 m).
Les ouvertures sont protégées par des cuirassements : trémies à rotule obturant les créneaux, tourelles à éclipse, cloches (modèles GFM, JM, AM, VP, VDP et LG) et parfois des portes blindées étanches. L'intérieur des blocs de combat a un revêtement en tôle pour les plafonds et murs exposés aux coups, pour éviter la formation de ménisques (projections de béton à l'intérieur, aussi dangereux qu'un obus).
La défense rapprochée des blocs est assurée par le réseau de fil de fer barbelé (large de 12,50 mètres, soit six rangs de piquets en forme de queues de cochon d'un mètre de haut, avec des ardillons dépassant de 20 cm) et le réseau de rails antichars (sections de rail de trois mètres enterrées à la verticale sur six rangs, dépassant de 60 cm à 1,30 m) qui encerclent l'ouvrage (voir autour de certains blocs), par quelques mines bondissantes (installées à partir de mai 1940), par des fossés antichars (pour les ouvrages du Hackenberg et du Hochwald), par des créneaux pour FM et des goulottes lance-grenades en façade couvrant le fossé diamant du bloc (qui sert à recevoir les débris de béton lors des bombardements), par des cloches GFM (guetteur fusil-mitrailleur) sur les dessus et surtout par les tirs croisés des mitrailleuses des blocs voisins.

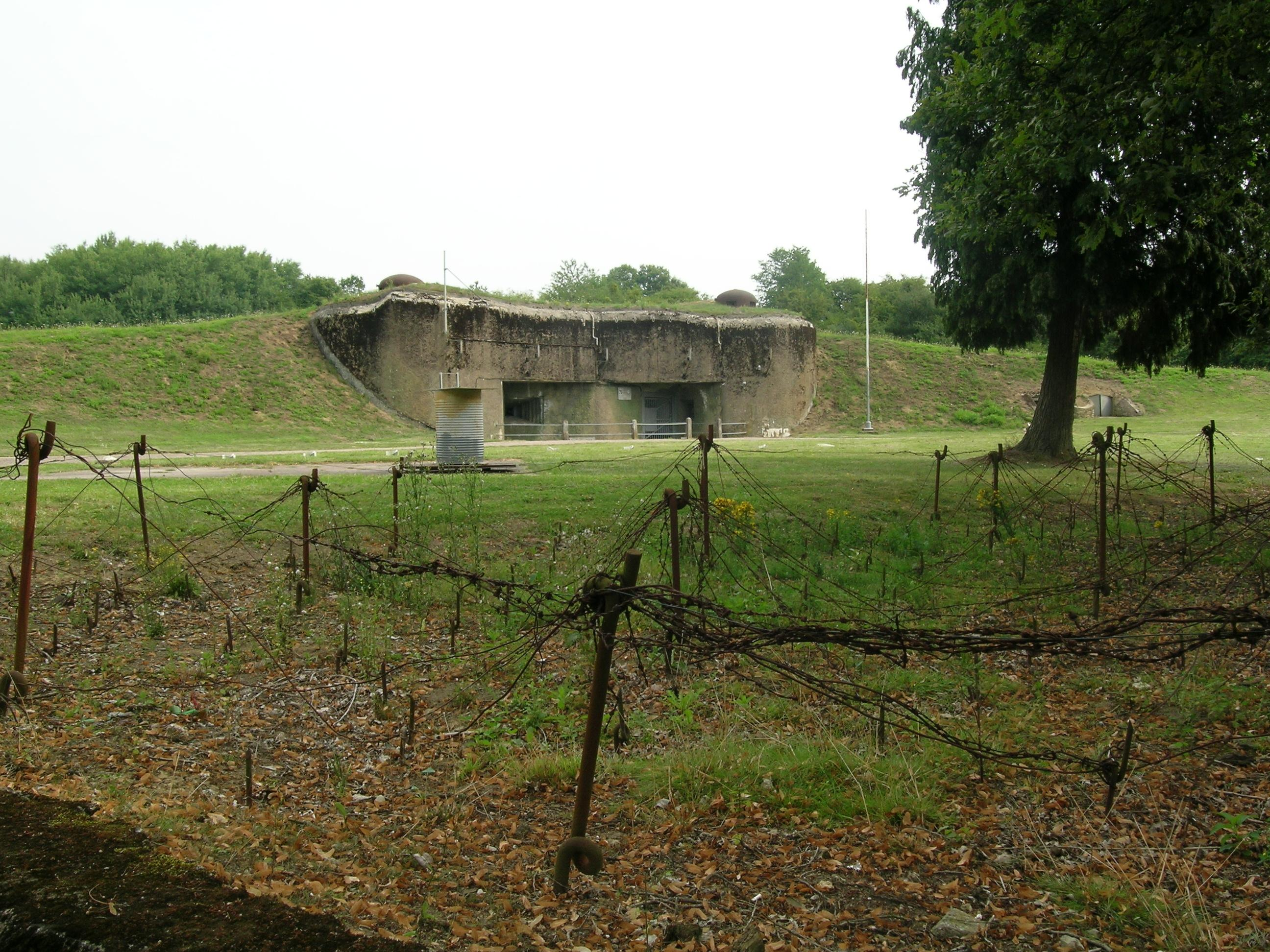
Réseau barbelé, devant l'entrée de l'ouvrage de l'Immerhof.
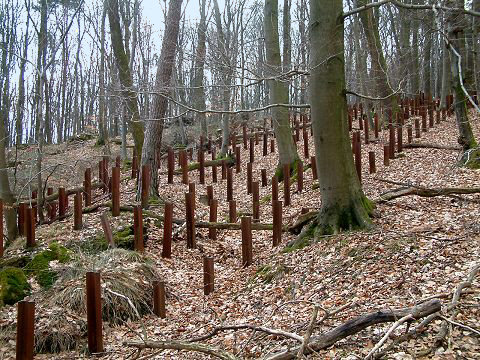
Réseau de rails antichar, devant l'ouvrage du Hochwald.
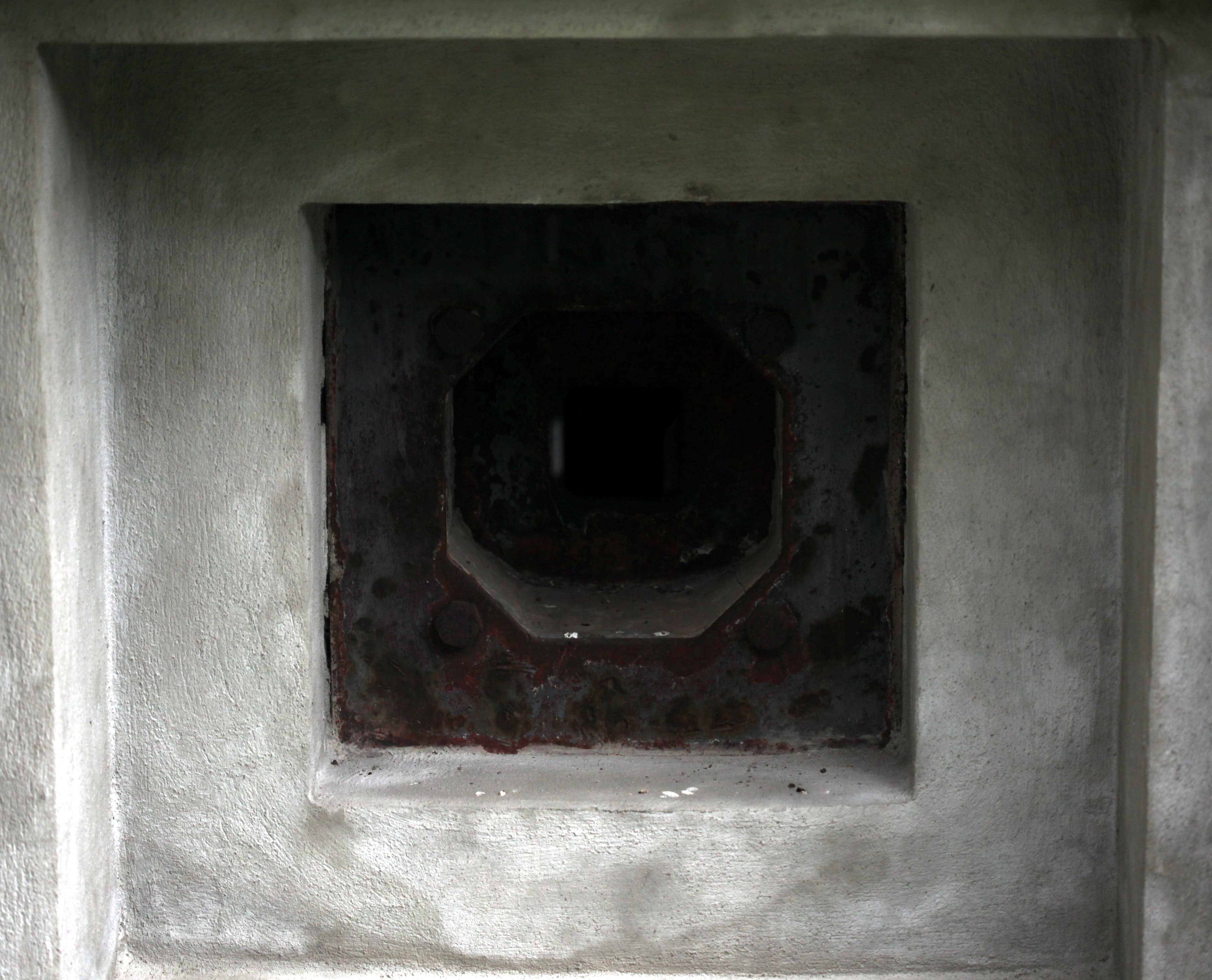
Créneau FM (ouvrage de Saint-Gobain).
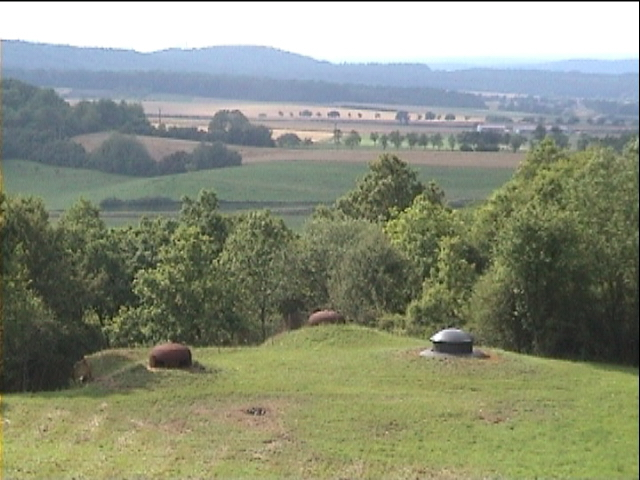
Dessus du bloc 7 de l'ouvrage du Hackenberg, montrant ses deux cloches GFM et sa tourelle de mitrailleuses.

### L'équipement
Le refroidissement des tubes peut se faire par aspersion d'eau, cette dernière est stockée dans des citernes situées à l'étage supérieur du bloc. Ces citernes sont alimentées par les eaux de ruissellement canalisées par des drains. En cas d'insuffisance, des wagonnets-citernes munis d'une pompe sont prévus pour combler les manques. L'évacuation des douilles d'artillerie se fait par un entonnoir vers l'étage intermédiaire où un toboggan permet de les descendre au pied du bloc (généralement à 30 m sous terre). Pour les douilles des mitrailleuses et des FM, une gaine flexible les envoie, par une goulotte percée dans le mur, au fossé diamant.
L'évacuation des gaz dégagés par les armes se fait par refoulement à l'extérieur, les blocs étant en légèrement surpression. En théorie, chaque bloc est équipé de son propre système de ventilation (en plus de celui de l'ouvrage), avec des filtres à air dans une « salle de neutralisation », des prises d'air sur les façades ou dans le cas des blocs-tourelles (qui n'ont pas de façade) deux champignons d'aération en surface (l'un aspire et l'autre refoule).
Pour le combat de nuit, des projecteurs sont installés sur les faces arrière des blocs d'infanterie pour éclairer les réseaux de rails et de barbelés. Il s'agit d'une lampe à incandescence de 35 cm de diamètre et de 250 watts de puissance (portée utile d'environ 100 m) montée le plus souvent dans une niche blindée (épaisse de 40 à 100 mm d'acier, d'un poids total de 1 350 kg) le tout sur un mât, ou pour les blocs « nouveaux fronts » dans une niche en béton sur la façade arrière.

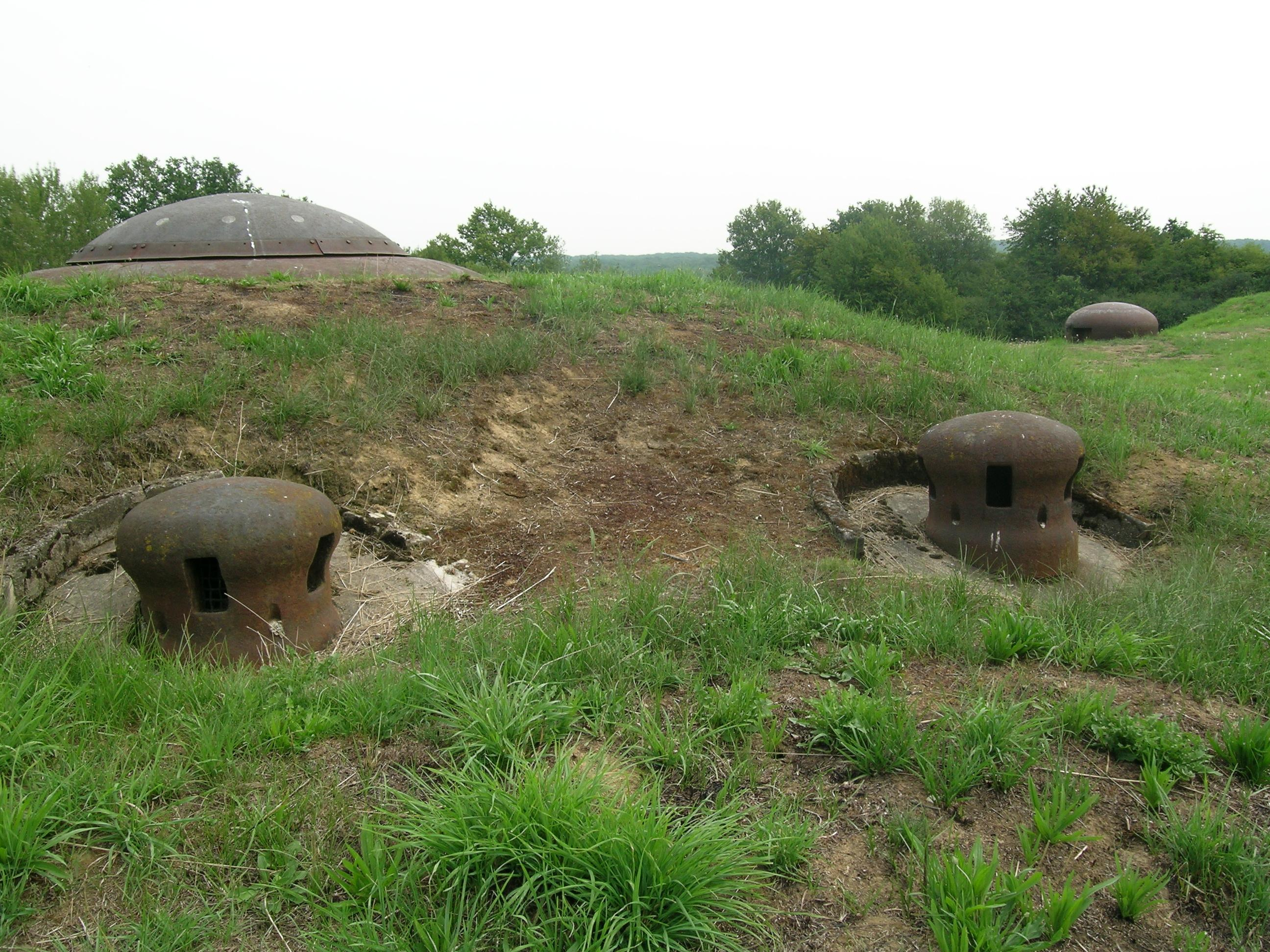
Champignons d'aération du bloc 2 de l'ouvrage de l'Immerhof.
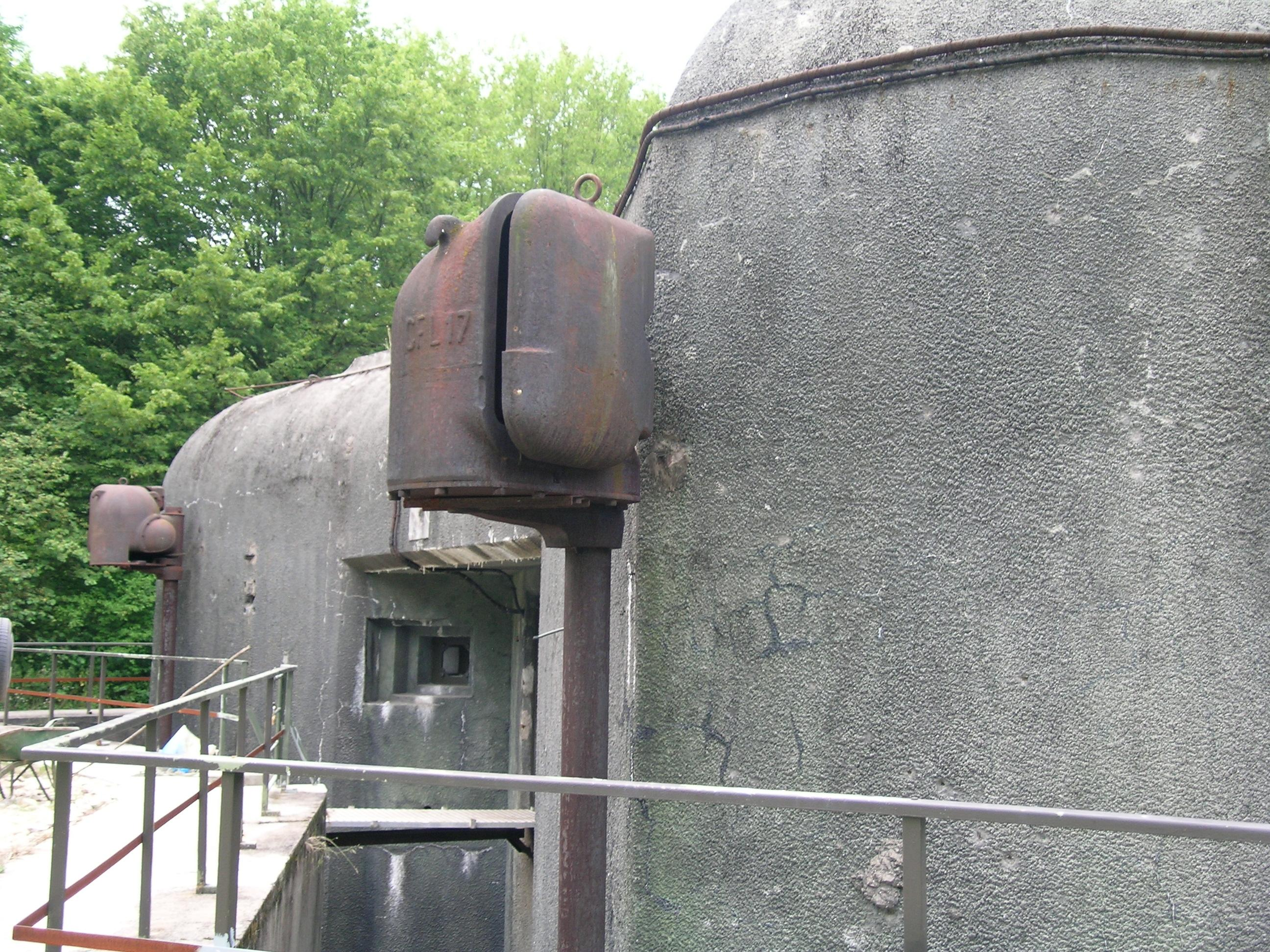
Projecteurs (dont les volets sont fermés) de la façade arrière de l'ouvrage du Bois-Karre.
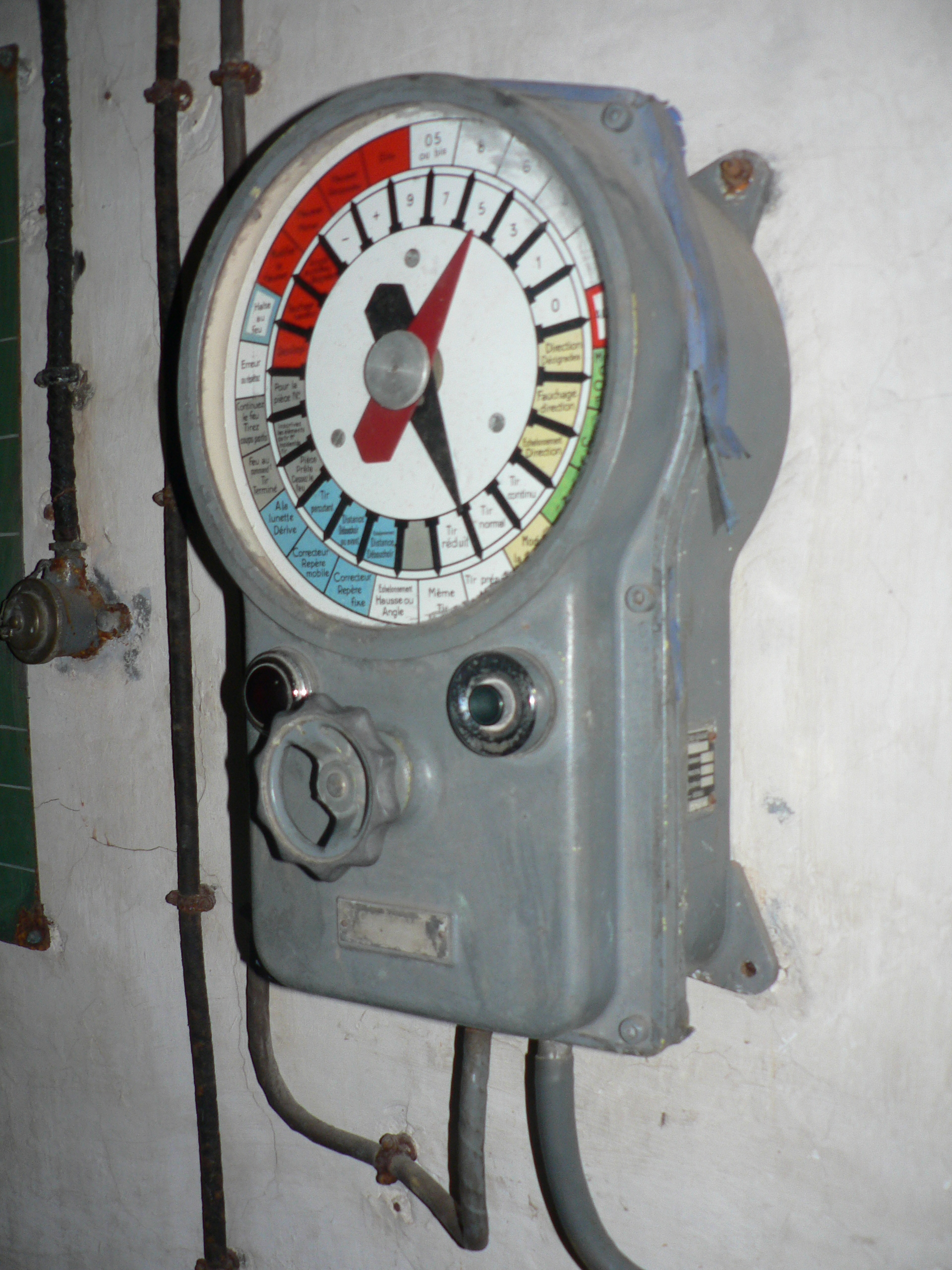
Transmetteur d'ordres de l'ouvrage de Saint-Gobain.

## Les divers blocs de combat
La construction des blocs, de 1928 (pour l'ouvrage du Rimplas) à 1940 (la CORF est dissoute dès 1935), connait quelques évolutions. D'une part les effets de la crise économique des années 1930 limitent les crédits disponibles, d'où des blocs non construits (notamment ceux d'artillerie, les plus chers), des ouvrages supprimés, voire des tronçons de la ligne ajournés. D'autre part les modèles de blocs évoluent après les premières constructions, d'où des différences entre le 1er cycle (« anciens fronts ») de 1928 à 1934 et le 2e cycle (« nouveaux fronts ») de 1934 à 1936.
Les blocs peuvent être de plusieurs modèles différents, selon :
- l'armement, qui peut être d'infanterie (canons antichars et mitrailleuses) ou d'artillerie (canons et mortiers) ;
- la mission, qui peut être de flanquement (casemates), d'action frontale (tourelles) ou d'observation.

Leur protection rapprochée est assurée par des réseaux barbelés, des cloches de défense (cloche GFM et cloche LG), des créneaux FM et surtout par les tirs des autres blocs et ouvrages.

### Casemates d'artillerie
Les blocs les plus volumineux de la ligne Maginot sont les casemates d'artillerie, dont la mission est de couvrir de leurs tirs de flanc une portion de la ligne (casemates et ouvrages voisins). Dans les Alpes, il existe aussi des casemates d'artillerie d'action frontale (exemple : bloc 6 de Restefond), peu vulnérables car en montagne et à contre-pente. Les façades les plus imposantes sont celles du bloc 5 de Rochonvillers (quatre créneaux d'artillerie) et du bloc 2 de Sainte-Agnès (six créneaux d'artillerie et un septième d'infanterie). Deux casemates d'artillerie sont particulièrement originales, d'abord le bloc 3 du Pas-du-Roc creusé dans la roche d'une paroi verticale, ensuite le bloc 8 du Janus qui abrite quatre canons de 95 mm modèle 1888 (une batterie de l'ancien fort intégrée dans l'ouvrage CORF).
Ces casemates d'artillerie sont de plusieurs modèles selon leur armement : des canons de 75 mm, des lance-bombes de 135 mm ou des mortiers de 81 mm.

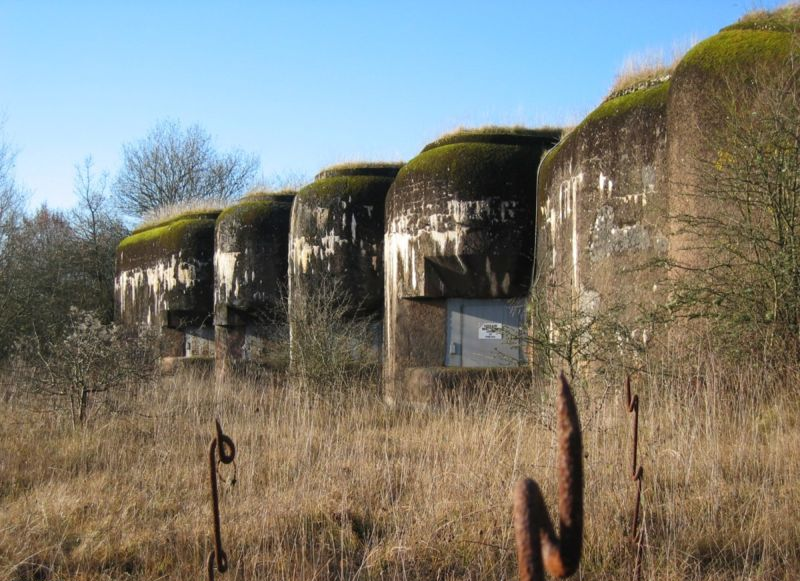
Créneaux pour trois 75 mm et un 135 mm du bloc 5 de l'ouvrage de Rochonvillers.
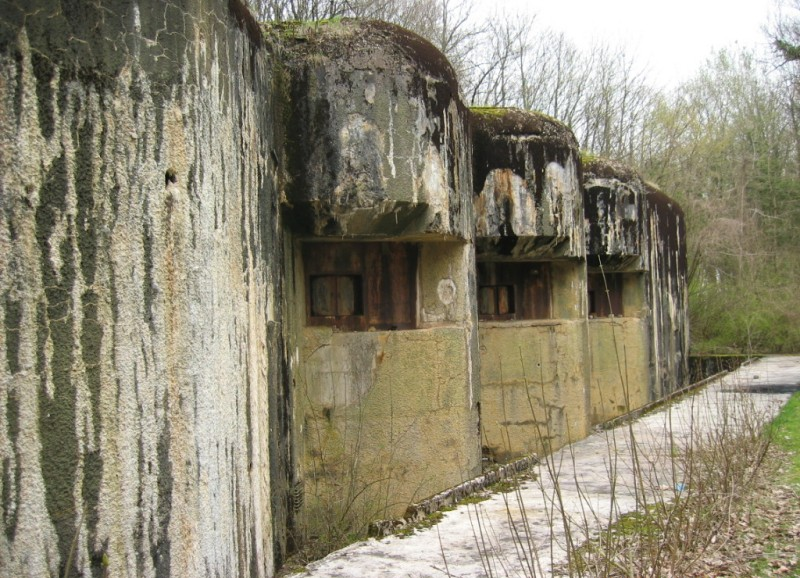
Trois créneaux pour 75 mm du bloc 6 de l'ouvrage de Latiremont.
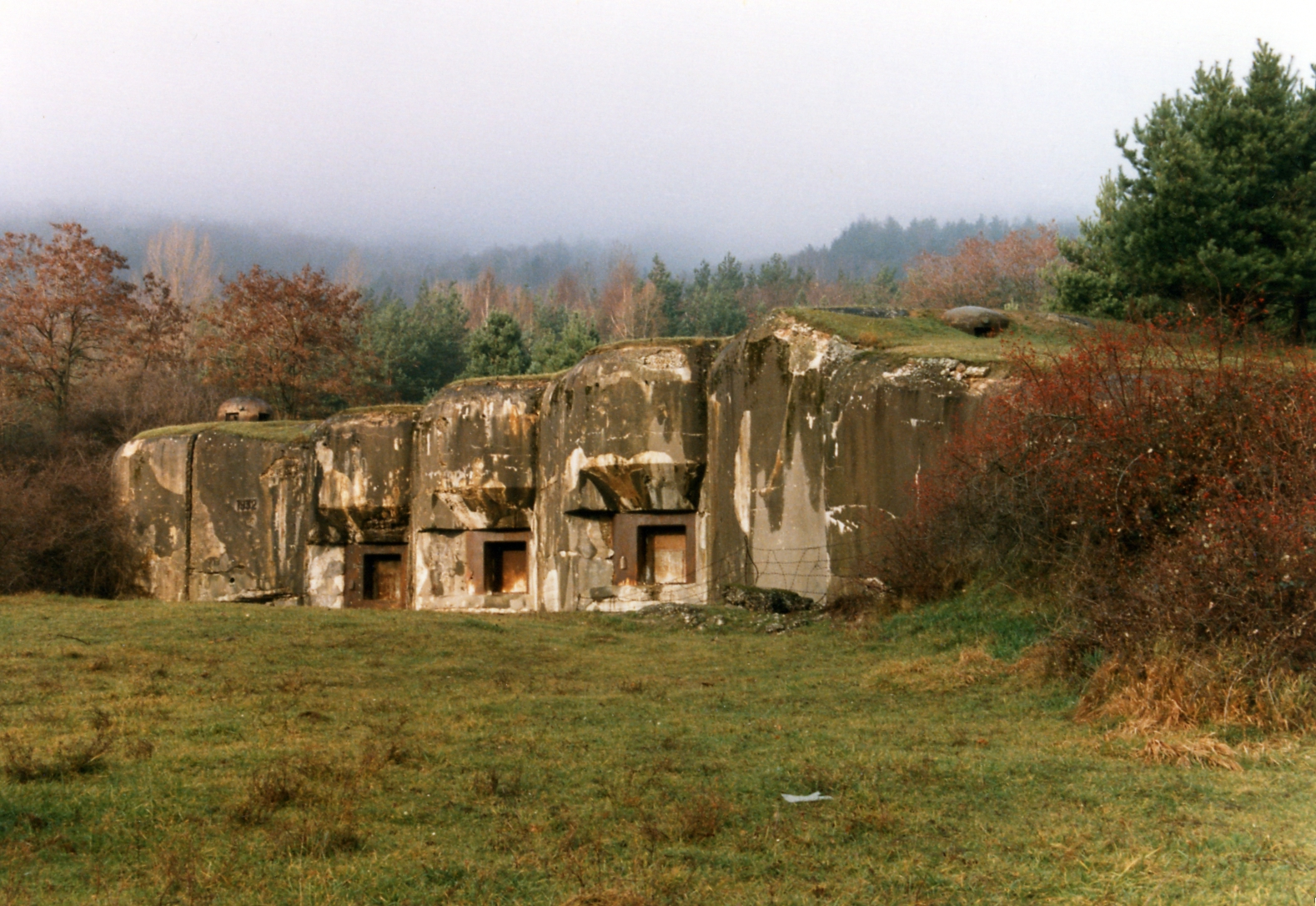
Trois créneaux pour 75 mm du bloc 6 de l'ouvrage du Hochwald.
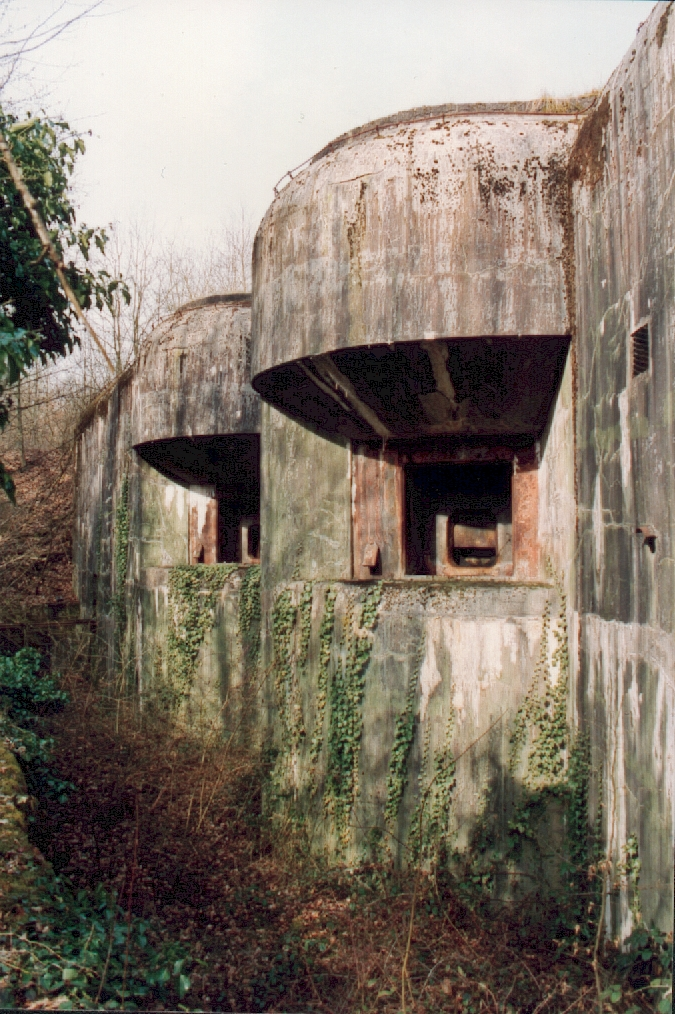
Deux créneaux pour 75 mm du bloc 5 de l'ouvrage du Billig.
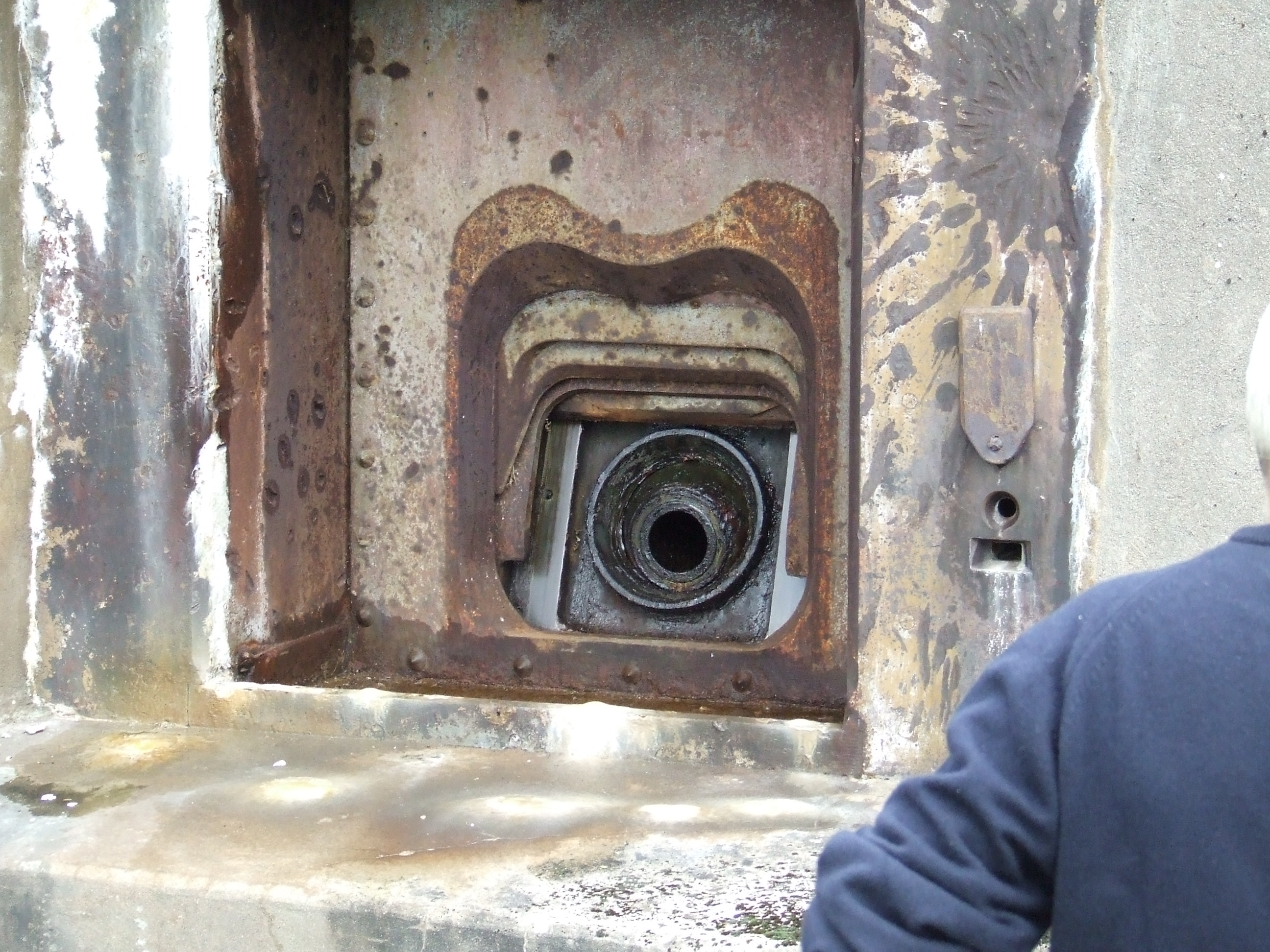
Créneau pour un 135 mm du bloc 9 de l'ouvrage du Hackenberg.
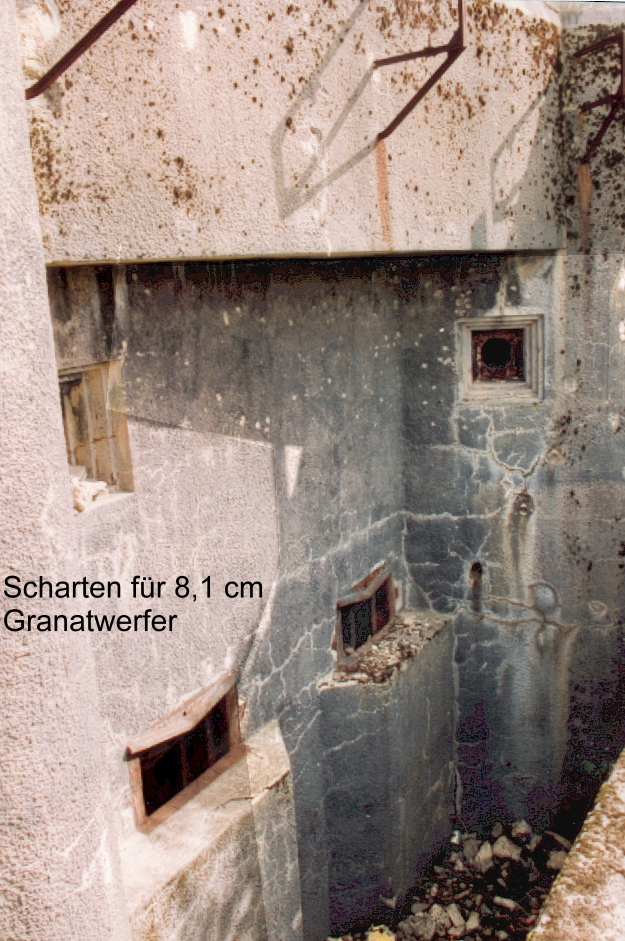
Créneau pour un 81 mm du bloc 3 de l'ouvrage de l'Annexe Sud de Coume.

### Tourelles d'artillerie
Les blocs-tourelles sont les organes les plus discrets de la ligne (avec les blocs observatoires), se limitant le plus souvent à une tourelle et à sa cloche de protection (parfois deux) affleurant, car l'ensemble est enterré. Toutes ces tourelles d'artillerie peuvent servir à l'action frontale comme au flanquement, s'éclipsant pour se protéger des bombardements.
Certaines de ces tourelles sont en saillie car leurs canons sont à tir tendu : tourelle de 75 mm R modèle 1905, tourelle de 75 mm R modèle 1932 et tourelle de 75 mm modèle 1933. D'autres sont installées en creux, étant équipées d'armes à tir courbe : tourelle de 135 mm et tourelle de 81 mm.

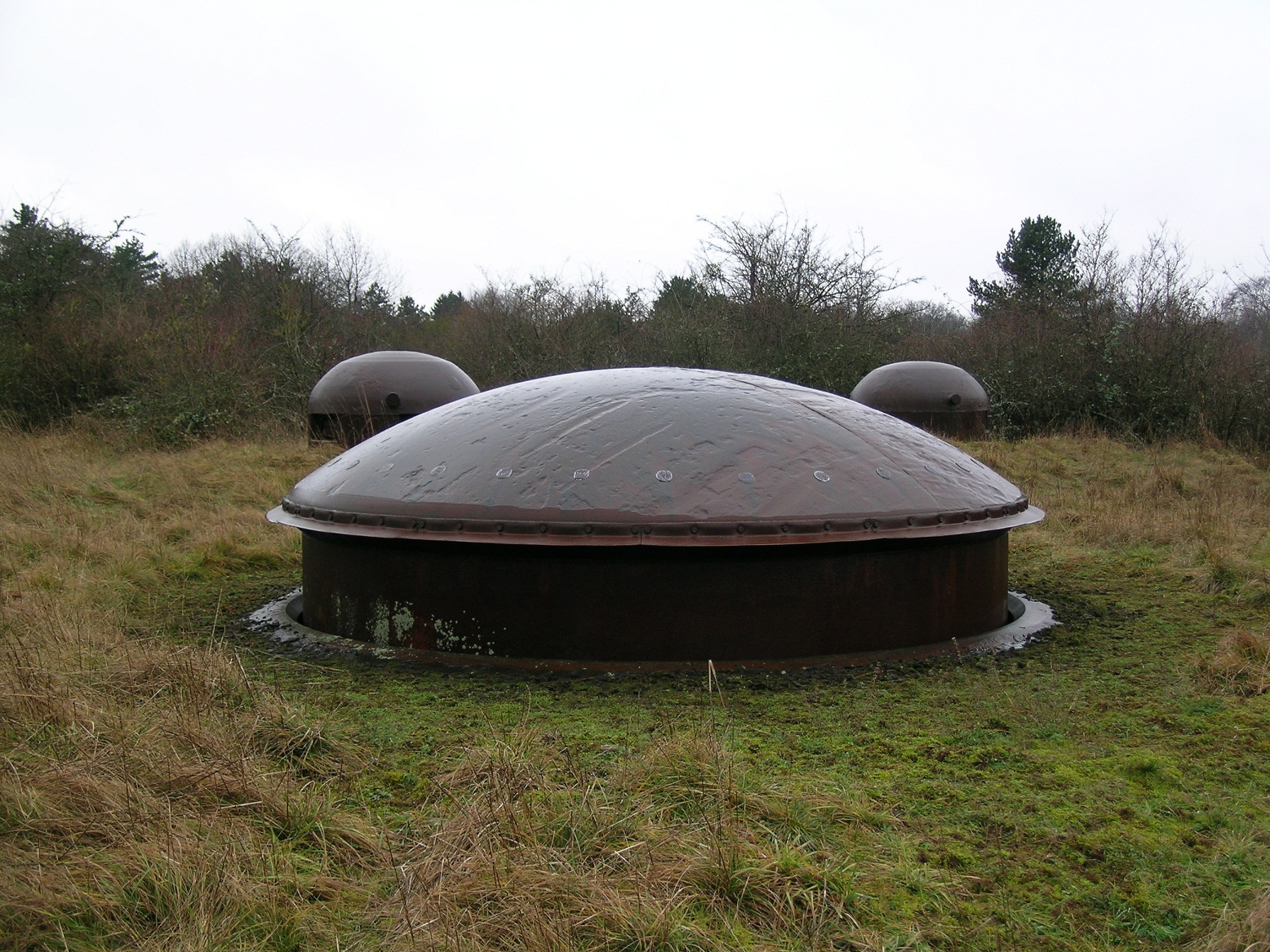
Tourelle pour 75 mm du bloc 8 de l'ouvrage de Molvange (en batterie).
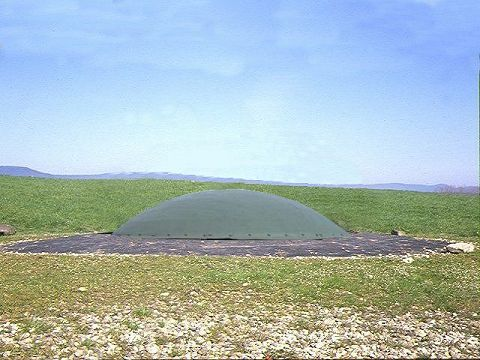
Tourelle pour 75 mm du bloc 3 de l'ouvrage de Schœnenbourg (éclipsée).
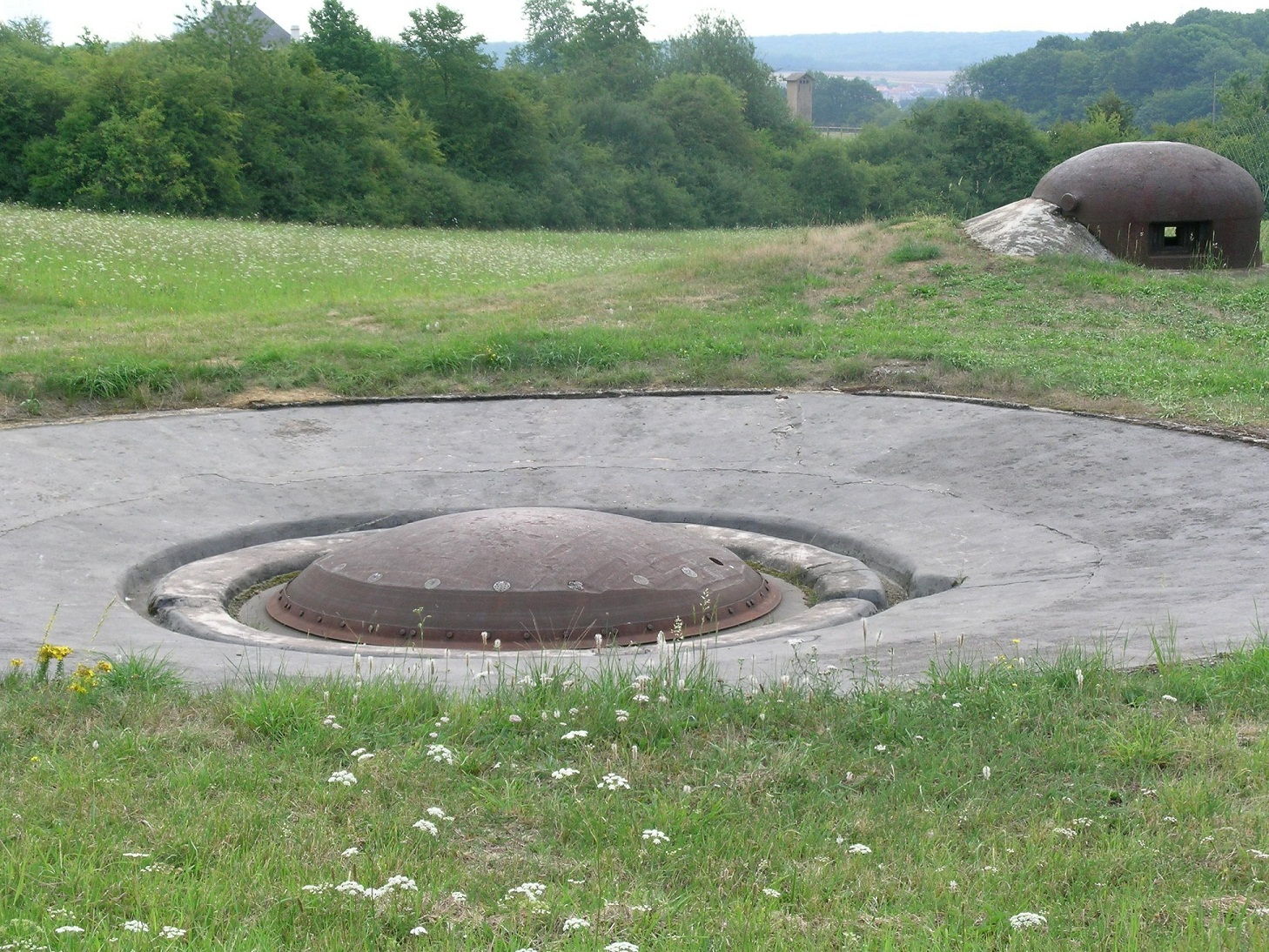
Tourelle pour 81 mm du bloc 3 de l'ouvrage de l'Immerhof (éclipsée).
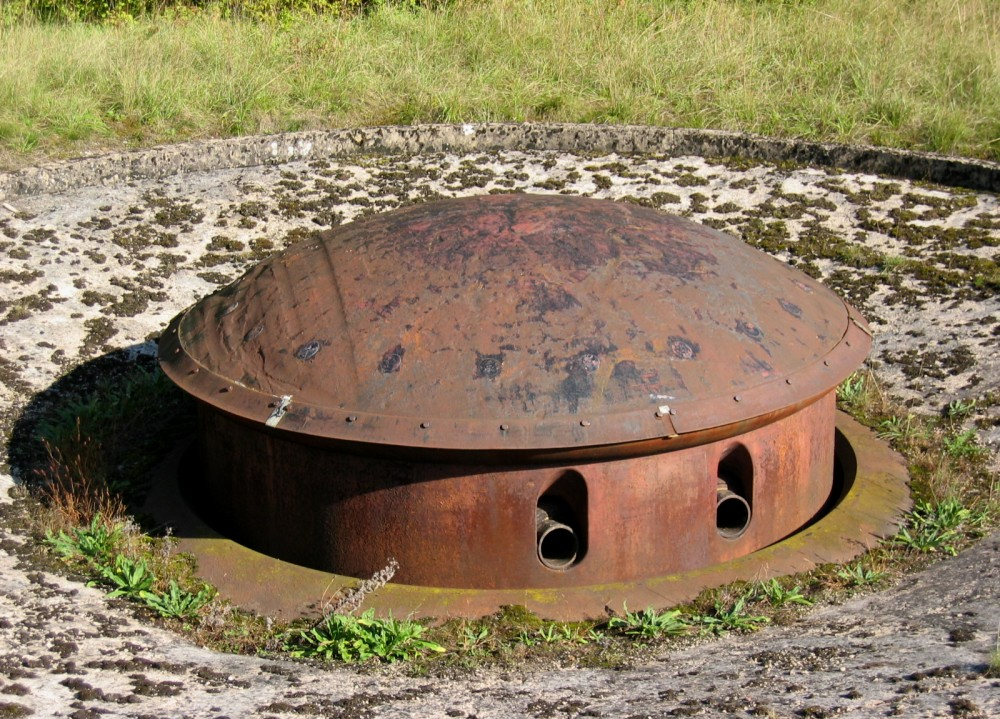
Tourelle pour 135 mm du bloc 11 de l'ouvrage de Métrich (en batterie).

### Casemates d'infanterie
Les casemates d'infanterie des ouvrages assurent la continuité des feux croisés (tir de flanquement) de mitrailleuses le long de la ligne principale de résistance (marquée par les réseaux barbelés et de rails antichars) avec les casemates d'intervalle voisines. Elles ont donc un armement similaire, basé sur des jumelages de mitrailleuses, complété par des canons antichars (de 47 mm, de 37 mm et de 25 mm), le tout tirant par des créneaux protégés en partie haute par une visière de béton surmontée par des cloches GFM ; en dessous par un fossé diamant battu par des créneaux FM et des goulottes lance-grenades.

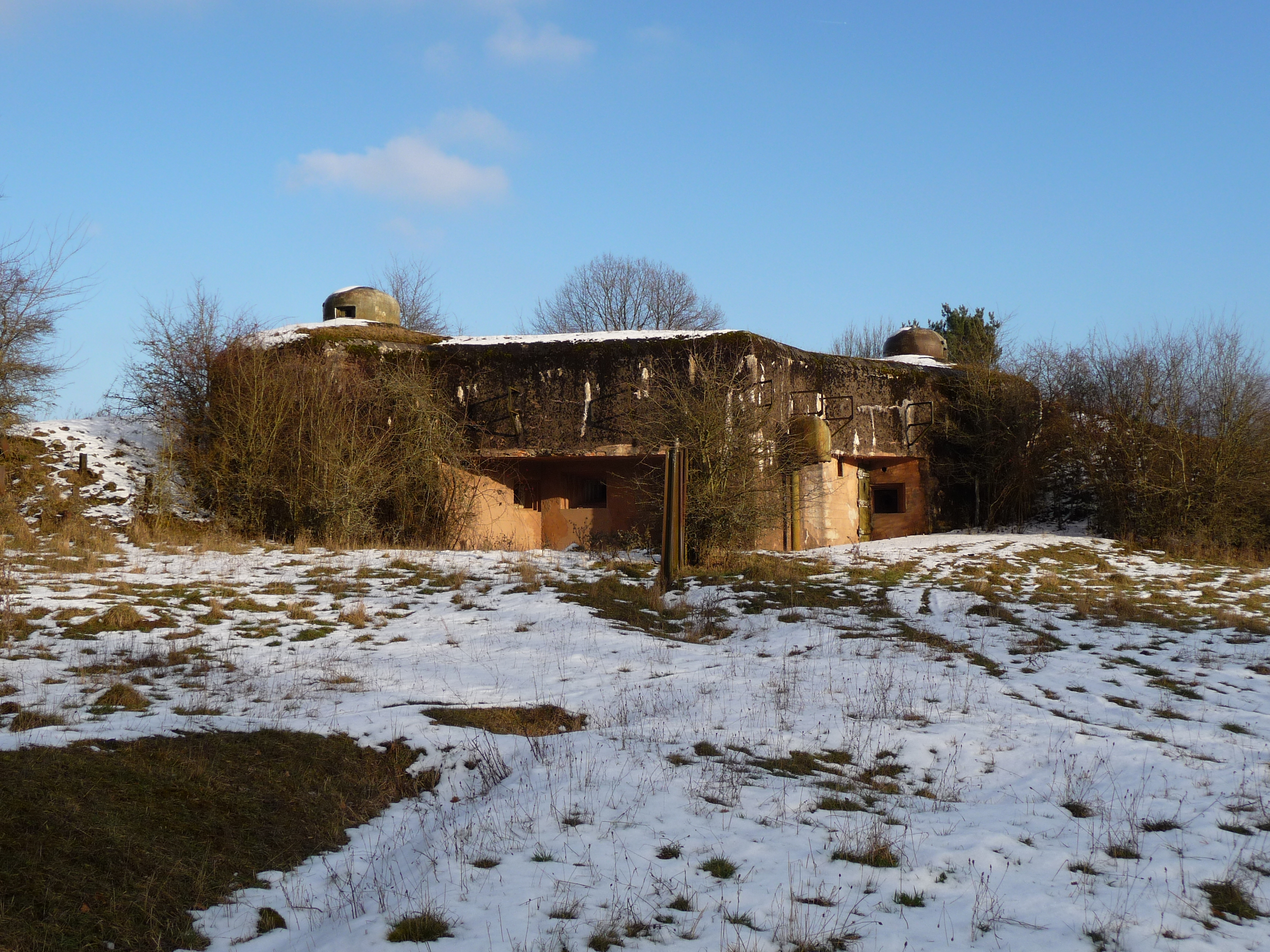
Bloc 1 de l'ouvrage de Lembach montrant les créneaux et les cloches.
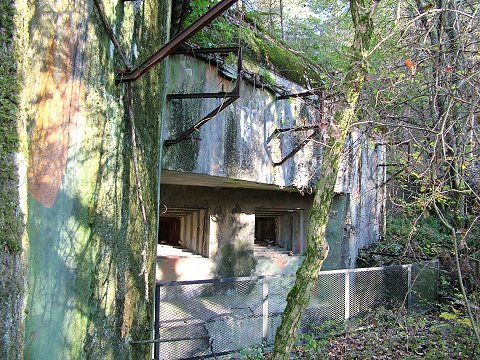
Deux créneaux pour jumelages de mitrailleuses du bloc 2 de l'ouvrage de l'Otterbiel.
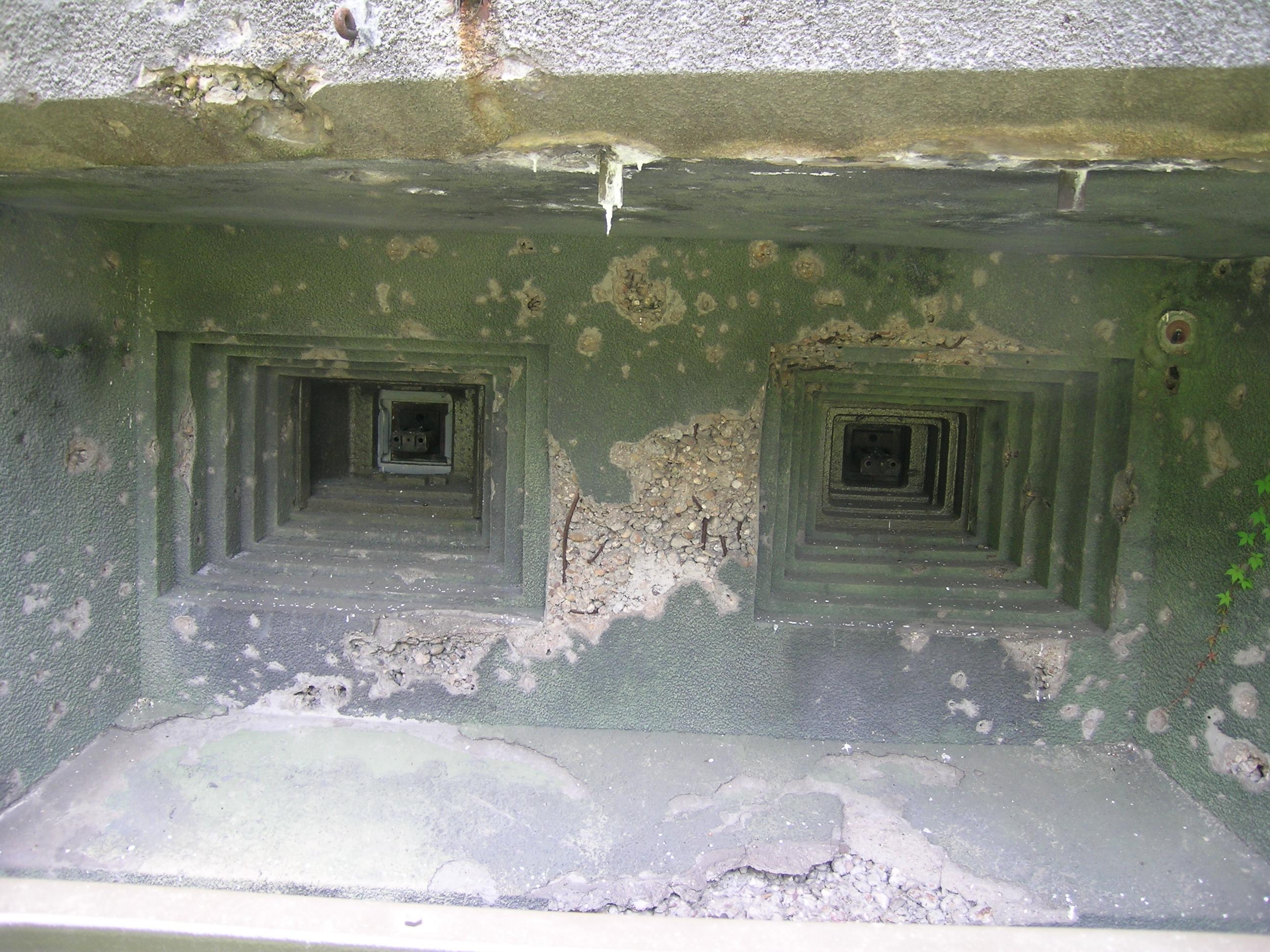
Les deux créneaux de la chambre de tir sud de l'ouvrage du Bois-Karre.
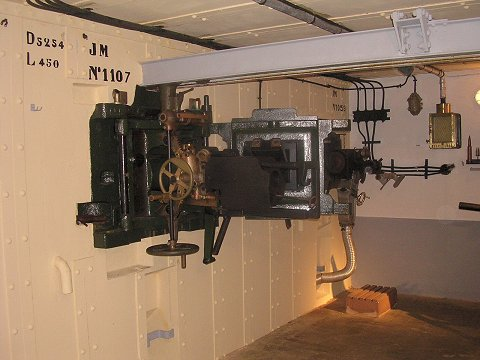
Canon de 47 mm et jumelage de mitrailleuses en position dans les créneaux du bloc 1 de l'ouvrage de La Ferté.

### Tourelles d'infanterie
Pour le flanquement, l'action frontale et la défense rapprochée de l'ouvrage, certains blocs d'infanterie sont équipés de tourelles protégeant des mitrailleuses et des canons antichars. Plusieurs ouvrages ont deux de ces blocs-tourelles (Fermont, Latiremont, Bréhain, Molvange, Immerhof, Soetrich, Kobenbusch, Métrich, Anzeling, Laudrefang, Simserhof et Hochwald) voir trois blocs (blocs 1, 8 et 9 du Rochonvillers ; blocs 1, 4 et 7 du Hackenberg).
Il existe trois modèles de tourelles d'infanterie : la tourelle de mitrailleuses (la tourelle la plus courante sur la ligne Maginot, avec 61 exemplaires), la tourelle pour deux armes mixtes et la tourelle pour une arme mixte et un mortier.

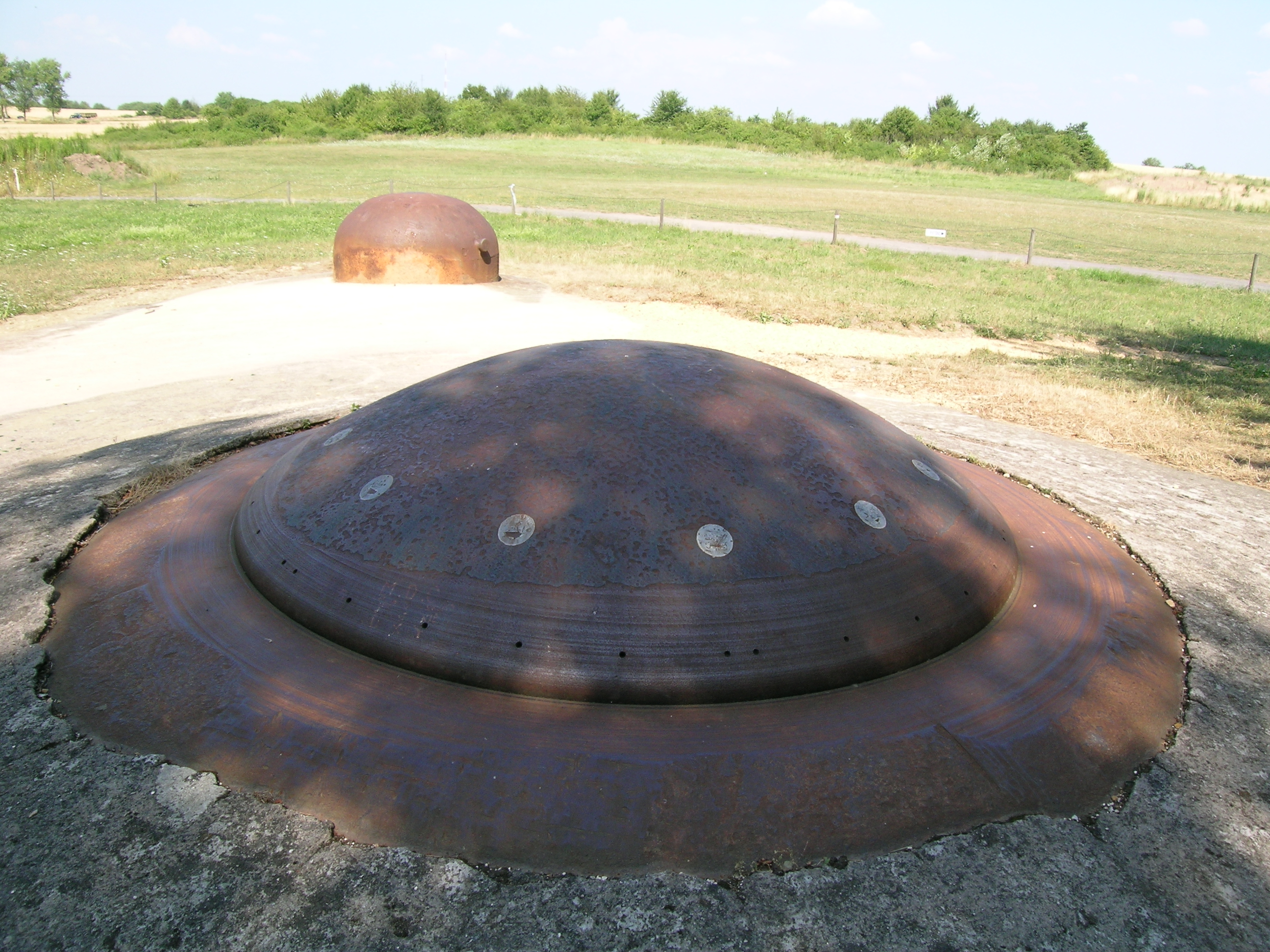
Tourelle de mitrailleuses du bloc 1 de l'ouvrage du Bambesch (éclipsée).
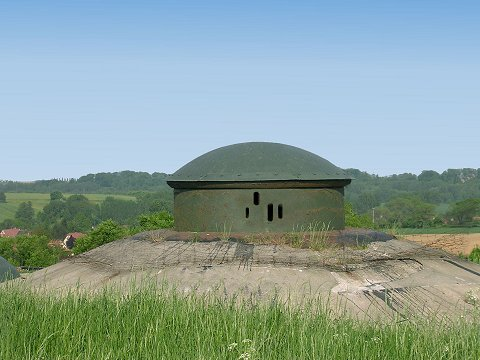
Tourelle de mitrailleuses (en batterie).
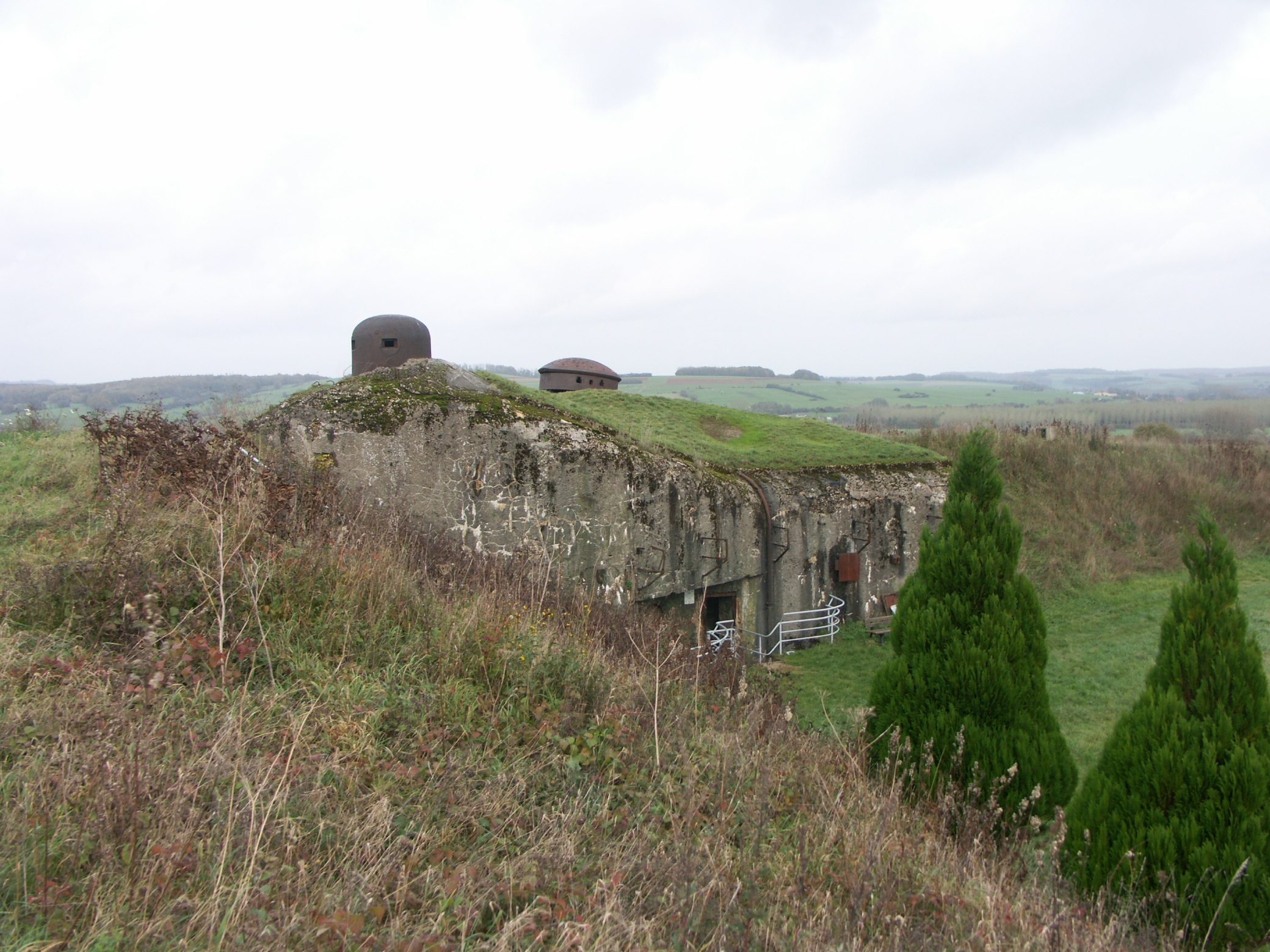
Tourelle pour deux armes mixtes au sommet du bloc 2 de l'ouvrage de La Ferté.
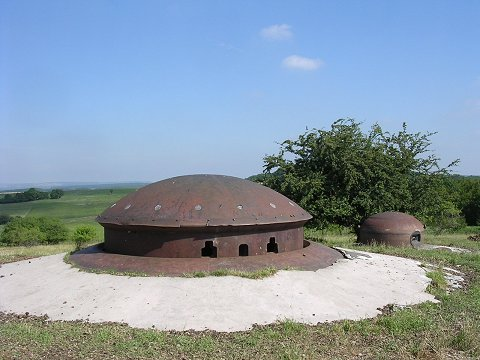
Tourelle pour deux armes mixtes.

### Cas particuliers

#### Monoblocs

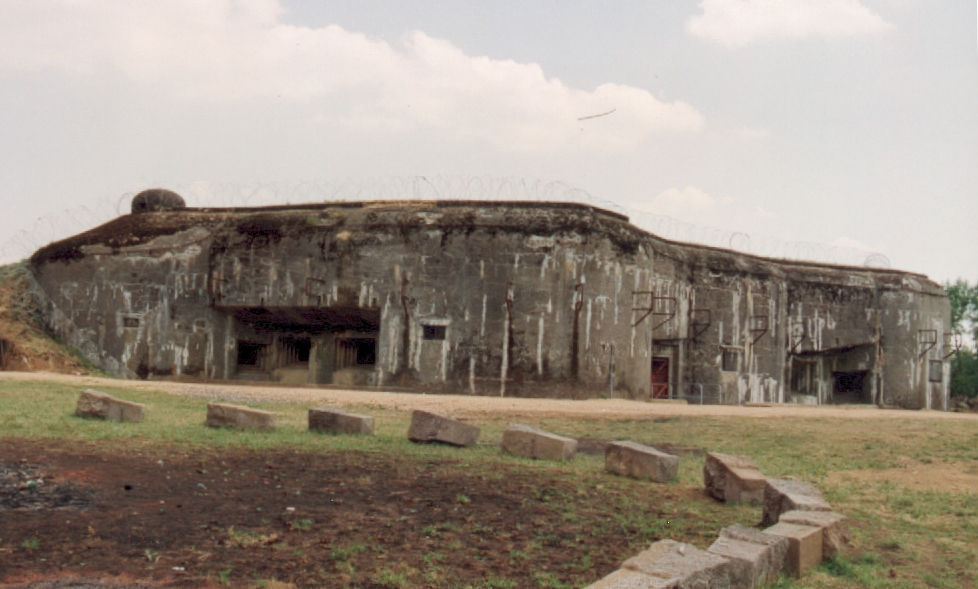
L'ouvrage monobloc du Bois-du-Four.

Un ouvrage monobloc est l'équivalent de trois blocs réunis en un seul, avec l'armement de deux casemates et d'un bloc-tourelle en capitale (tourelle de mitrailleuses) entre les deux, le tout formant une très grosse casemate. C'est le cas pour les ouvrages du Bois-du-Four, du Bois-Karre, de l'Oberheid, de Sentzich, de Coume Nord et de l'Einseling.

#### Blocs mixtes

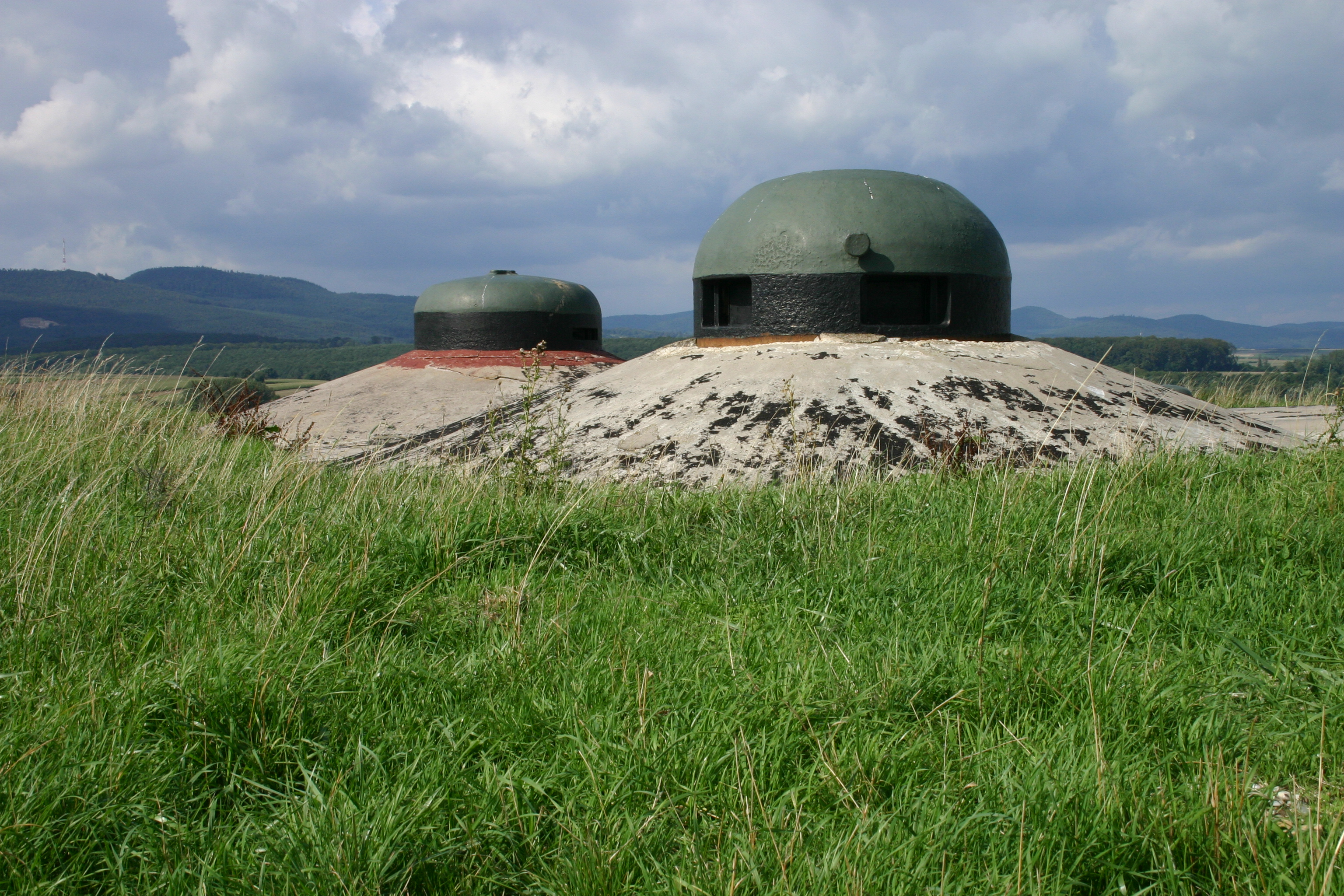
Cloches VDP et GFM du bloc 4 de l'ouvrage de Schœnenbourg, un bloc faisant fonction d'observatoire ayant en plus une tourelle d'artillerie.

Plusieurs blocs, appelés blocs mixtes, sont à la fois des blocs d'infanterie et d'artillerie :
- casemates d'artillerie et d'infanterie, courant dans les Alpes par manque de place sur les crêtes (bloc 2 du Janus, bloc 2 de Sainte-Agnès, etc.), plus rare dans le Nord-Est (bloc 3 de Soetrich, bloc 1 du Simserhof) ;
- casemates d'infanterie et tourelles d'artillerie (bloc 8 du Métrich, bloc 2 du Mont-des-Welches, etc.).

D'autres blocs sont des casemates avec une tourelle sur leurs dessus :
- casemates et tourelles d'artillerie (bloc 9 du Hackenberg, bloc 5 d'Anzeling, bloc 5 de Roche-la-Croix, etc.) ;
- casemates et tourelles d'infanterie (bloc 8 de Rochonvillers, bloc 3 de Métrich, blocs 4 & 7 du Hackenberg, bloc 1 du Coucou, bloc 3 de Bousse, etc.).

Enfin, certains blocs cumulent plusieurs fonctions :
- tourelles et observatoires (bloc 2 de Latiremont, bloc 4 de Schœnenbourg, etc.) ;
- casemate-cuirassée et observatoire (cas unique du bloc 4 de Restefond dans les Alpes) ;
- casemates et entrées (bloc 3 du Bambesch, etc.).

#### Casemates cuirassées
Les secteurs fortifiés construits en 2e cycle (à partir de 1935, appelés « nouveaux fronts ») bénéficient de l'expérience acquise avec les premières constructions. Pour éviter les coups d'embrasure dans les créneaux de tir, certains blocs sont mieux défilés en mettant tout leur armement d'infanterie sous des cloches noyées dans le béton : ces blocs sont appelés des casemates cuirassées, ou casemates à cloches. Exemples : bloc 8 de Bréhain, bloc 2 du Chesnois, bloc 1 de Latiremont, bloc 2 de Vélosnes, bloc 2 de Bersillies, bloc 1 de la Salmagne, bloc 2 des Sarts, etc.
Dans les Alpes, les blocs d'infanterie des ouvrages se limitent souvent à des casemates cuirassées, une solution moins onéreuse pour battre les défilements. Exemple : bloc 3 du Restefond.

#### Coffres de fossé

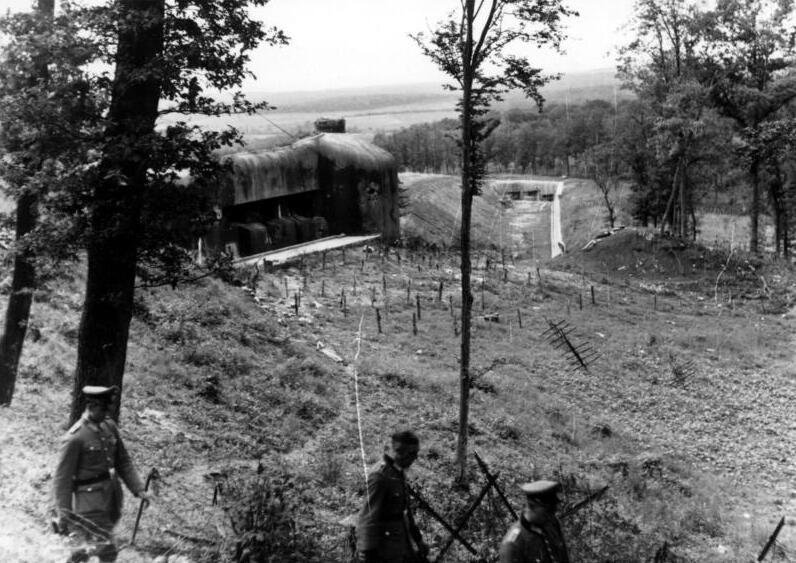
Bloc 24 servant de coffre de fossé de l'ouvrage du Hackenberg.

Les blocs destinés à battre les fossés antichars et appelés des coffres de fossé, sont de deux types : soit des coffres de contrescarpe (situés sur le côté externe du fossé), soit des caponnières d'escarpe (sur le côté interne).
Seuls les ouvrages du Hackenberg (blocs 21, 22, 23, 24 et 25) et du Hochwald (blocs 3 et 16, ainsi que neuf casemates indépendantes) sont dotés de coffres de défense des fossés. Les fossés des autres ouvrages ont été repoussés en 2e cycle avant que le projet soit abandonné faute de crédits.

### Observatoires

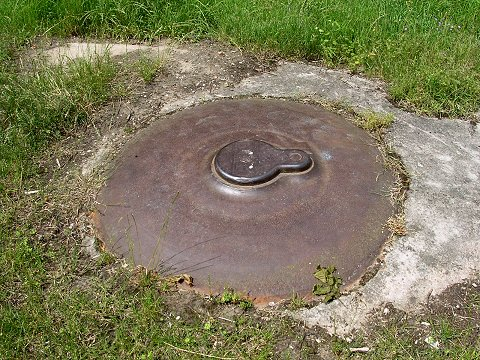
Cloche périscopique d'un des observatoires du Hackenberg.

Les blocs d'artillerie ont besoin d'un observatoire pour repérer les objectifs lointains (en site et azimut) et ajuster les tirs. La ligne est donc équipée d'une centaine d'observatoires, dont une partie est intégrée aux ouvrages. Ces blocs observatoires occupent le sommet des reliefs (exemple avec la côte 351 pour le bloc 3 de l'ouvrage de Fermont, la côte 238 pour le bloc 5 du Galgenberg, la côte 348 pour les blocs 11 et 12 du Hackenberg, etc.).
L'observation se fait par des cloches de trois modèles, équipés de périscopes éclipsables grossissant sept à vingt-cinq fois selon le modèle et dépassant de 20 cm sur leur sommet :
- des cloches VDP (à vision directe et périscopique) ;
- des cloches VP (à vision périscopique), affleurant à hauteur de béton ;
- certaines cloches GFM (guetteur et fusil mitrailleur).